# 格曾·博格勒姆
格曾·博格勒姆（英語：John Gutzon de la Mothe Borglum，1867年3月25日—1941年3月6日）是一名美國雕塑家，以創作拉什莫爾山雕刻聞名。此外，他還參與了美國多地的公共藝術作品，包括位於喬治亞州的石山、華盛頓特區和芝加哥的聯邦將軍菲利普·谢里登的雕像，以及由西奧多·羅斯福展示於白宮、典藏於華盛頓特區美國國會大廈地下室內的亞伯拉罕·林肯半身像。

## 生平

### 早年
格曾·博格勒姆出生於1867年，父母為丹麥移民。其出生地為聖查爾斯，當時被認為屬於猶他州，後來確認為愛達荷領地。他生於摩門教一夫多妻家庭，父親延斯·穆勒·豪高德·伯格勒姆（Jens Møller Haugaard Børglum，1839－1909）來自丹麥西北部的伯格勒姆村。在愛達荷州時，延斯有兩位妻子，分別是格曾的母親克里斯蒂娜·米克爾森·伯格勒姆（Christina Mikkelsen Børglum，1847－1871）和她的姐姐艾達，艾達是延斯的第一任妻子。
當時，延斯決定離開摩門教會，並搬遷至內布拉斯加州的奧馬哈居住，在那裡一夫多妻制既不合法也不被接受。延斯本以木雕為生，後來決定進入聖路易斯順勢療法醫學院就讀。此時延斯與克里斯蒂娜離婚，並帶著家庭脫離摩門教。最後，延斯、艾達、以及他們的孩子和克里斯蒂娜的兩個兒子格曾和索倫一起搬至聖路易斯，並在那裡獲得醫學學位。
1874年，延斯在密蘇里醫學院畢業後，將家庭遷至內布拉斯加州的弗里蒙特，並在當地開設了醫療診所。格曾·博格勒姆在弗里蒙特生活至1882年，隨後其父將他送入堪薩斯州聖瑪麗學院。在聖瑪麗學院短暫學習後，古松搬到了內布拉斯加州的奧馬哈，在那裡他於機械工廠擔任學徒，並於克雷頓預備學校畢業。

### 紐約市
1901年，博格勒姆在紐約市為新建的聖者約翰座堂雕刻了聖徒和使徒像。1906年，他的一組雕塑作品被大都會藝術博物館收藏，這是該館首次購買在世美國藝術家的雕塑作品。博格勒姆隨後以多幅肖像作品進一步提升了自己的知名度，並獲得了羅根藝術獎章。他的名聲逐漸超越了同為雕塑家的弟弟索倫·博格勒姆
此後，博格勒姆積極參與了1913年紐約軍械庫展的籌備，這場展覽被譽為美國現代藝術的起點。然而，在展覽即將開幕時，博格勒姆因覺得展覽過度強調前衛作品、使傳統藝術家顯得過時而辭去委員會職務。1914年，他搬到康涅狄格州斯坦福的一座莊園，並在那裡居住了十年。1917年，博格勒姆收留了捷克斯洛伐克军团的成員。
當時，博格勒姆還是共濟會成員，1904年6月10日加入紐約市的霍華德第35號分會，並於1910至1911年間擔任其會長。1915年，他被任命為丹麥大會駐紐約大會的代表。1907年10月25日，他在紐約獲得蘇格蘭儀式的榮譽學位。博格勒姆與西奧多·羅斯福關係密切，在1912年美国总统选举中，他是進步黨的積極組織者和成員。
雖然有說法稱博格勒姆是三K黨成員，但《史密森尼学会》雜誌的一篇文章否認了他正式加入該組織的證據。然而，他確實與三K黨有深厚的關聯，參加其集會並擔任一些委員會職務。1925年，博格勒姆在僅完成羅伯特·E·李的頭像後被解僱，據說是因為他與三K黨的內部鬥爭有關。博格勒姆曾表示「我並非三K黨騎士」，但歷史學家霍華德·沙夫（Howard Shaff）和奧黛麗·卡爾·沙夫（Audrey Karl Shaff）認為這只是對外說法。位於拉什莫爾山的博物館中，展示了一封來自三K黨領袖D.C.史蒂芬森的信件，信件內刻有題詞「致我的好朋友格曾·博格勒姆，致以最崇高的敬意」。

### 逝世
1941年，博格勒姆因心臟病去世，安葬於洛杉磯縣格倫代爾森林草坪紀念公園。

## 作品

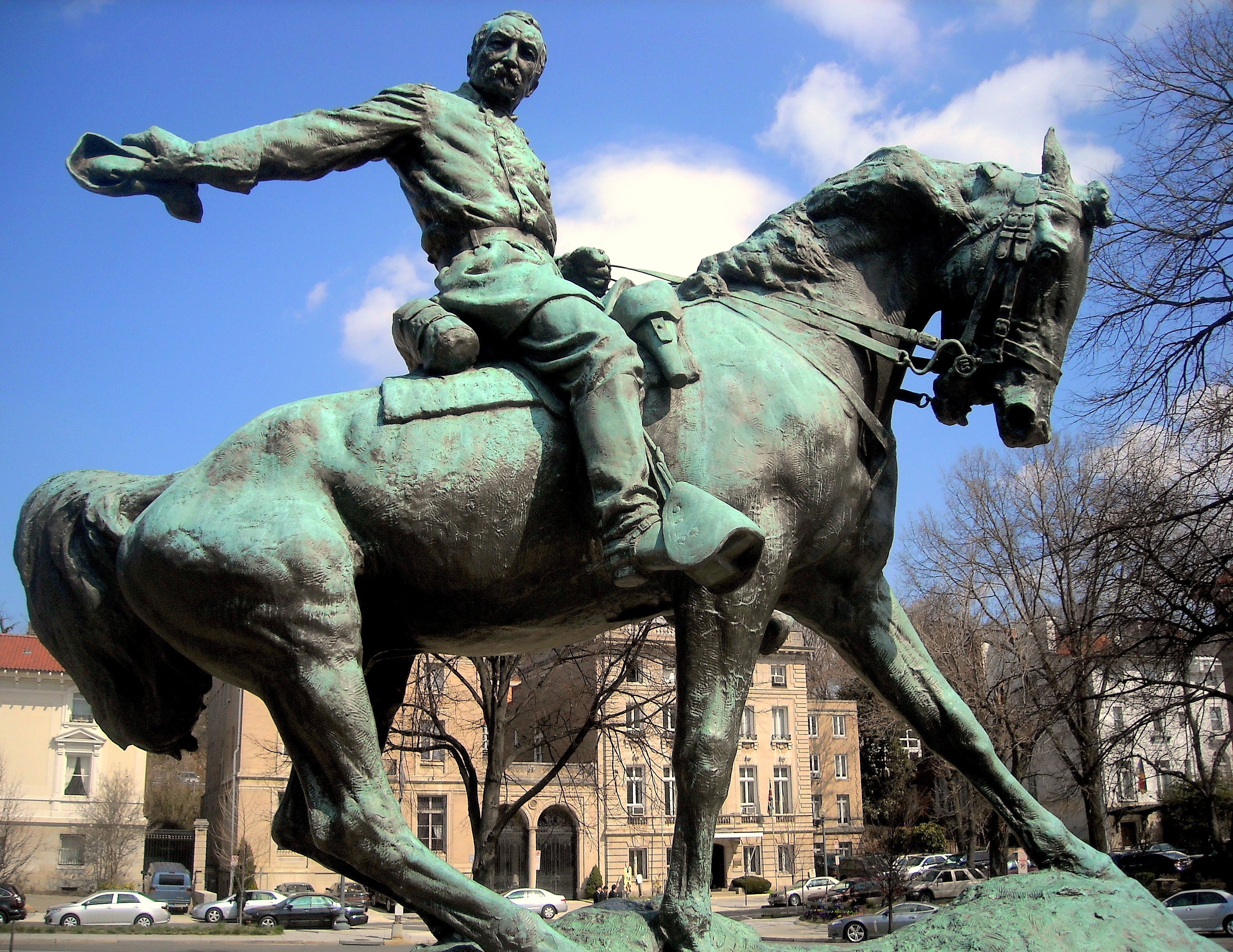
菲利普·谢里登的騎馬雕像，於1908年創作。

博格勒姆對於龐大規模和英雄主義民族主義的主題充滿了興趣，這與他外向的個性非常契合。他所雕刻的亞伯拉罕·林肯頭像由一塊六噸重的大理石雕刻而成，曾在西奧多·羅斯福總統的白宮展出，現在則位於華盛頓特區的美國國會大廈地下室展示。如今，他的公共雕塑作品遍布美國各地。
1908年，博格勒姆贏得了一個競賽，獲得了設計一座內戰將領菲利普·谢里登的騎馬雕像的機會，該雕像被安置於華盛頓特區的谢里登圆环。1923年，另一座謝里丹雕像在伊利諾伊州的芝加哥落成。
1934年5月3日，富兰克林·德拉诺·罗斯福總統在為博格勒姆創作的威廉·詹宁斯·布莱恩雕像揭幕時發表演講。這座布萊恩雕像最初設立在華盛頓，但後來因為公路建設被移走，並根據國會法案於1961年搬遷到布萊恩的故鄉伊利諾伊州的塞勒姆。
1925年，博格勒姆搬到德克薩斯州，為當地的小徑駕駛員協會（Trail Drivers Association）創作一座紀念碑。他在1925年完成了雕塑模型，但由於缺乏資金，這座雕像直到1940年才開始鑄造，而且最終僅完成原計劃大小的四分之一，這座雕像如今矗立在聖安東尼奧的德州拓荒者與小徑駕駛員紀念大廳前。博格勒姆在德州生活和工作期間，對當地的美化工程也表現出濃厚興趣。並推動變革和現代化，儘管在當時遭到學術界的抨擊。

### 石山

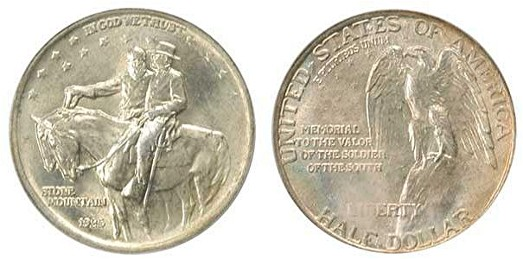
1925年的石山紀念半美元，由博格勒姆設計

博格勒姆參與了位於喬治亞州的石山雕刻。由於博格勒姆抱持著本土主義觀點，他被認為是雕刻紀念美利堅聯盟國英雄的理想人選。1915年，正值歌頌三K黨的電影《一個國家的誕生》大獲成功之際，聯邦之女協會邀請他參與這個項目，計劃在石山那高達800英尺（240米）的岩壁上雕刻一尊20英尺（6米）高的羅伯特·李將軍的浮雕。博格勒姆接受了邀請，但他對委員會說：「女士們，若將一尊20英尺高的李將軍頭像刻在這座山上，效果就像在穀倉門上貼郵票一樣渺小。」
隨著設計的不斷完善，博格勒姆構想出一個高浮雕圖案，展示李將軍、傑佛遜·戴維斯以及石牆傑克森騎馬繞山而行，身後跟隨著一支大炮部隊。1915年，海倫·普蘭給博格勒姆寫信，建議在雕刻中加入三K黨的祭壇，表示「應當紀念三K黨，正是他們救我們脫離了黑人統治與北方投機分子的控制。」博格勒姆接受了這一請求，將三K黨祭壇納入雕刻計劃中。
由於第一次世界大戰的爆發，這個項目延遲了一段時間。戰後，博格勒姆和新成立的石山南方聯盟紀念協會開始著手打造這座有史以來最大規模的紀念碑。然而，項目進展緩慢，部分原因在於雕刻的龐大規模。完成雕刻的詳細模型後，博格勒姆無法將設計的圖案投射到巨大的岩壁上，直到他設計了一台巨型的幻燈機才解決了這一難題。
雕刻工作於1923年6月23日正式展開，博格勒姆進行了第一刀雕刻。期間，他與重組後的三K黨建立了密切聯繫，該組織亦成為了紀念碑工程的主要資助者。1924年1月19日，李將軍生日當天，李的頭像正式揭幕吸引大量觀眾。然而不久之後，博格勒姆與協會官員的關係變得日益緊張。他的專斷及對於完美的極端追求導致與項目管理層發生爭執。1925年3月，博格勒姆憤怒地摧毀了自己的黏土和石膏模型，並永遠離開了喬治亞州。隨後，博格勒姆的所有雕刻痕跡都被清除，接手的是雕刻家亨利·奧古斯特·盧克曼。

### 拉什莫爾山

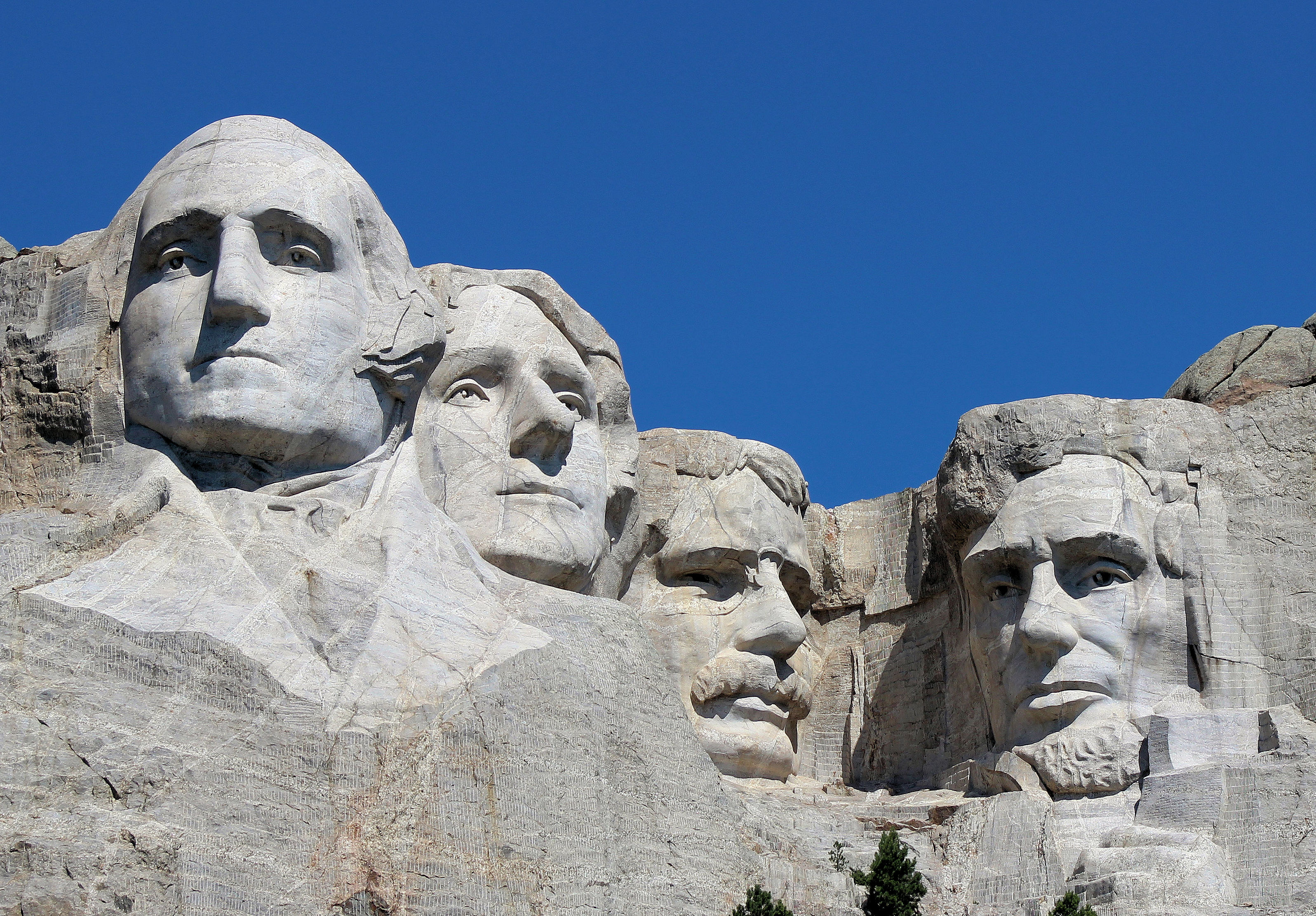
拉什莫爾山

離開喬治亞州後，博格勒姆投入位於南達科他州黑丘的拉什莫爾山雕像項目中，該計畫是由南達科他州的州歷史學家杜安·羅賓遜於1927年到1941年間提出。雕刻最初從托马斯·杰斐逊的臉開始，但因為石頭數量不足而被迫重新雕刻。此外，為了清除華盛頓頭部的下方區域，大量岩石被炸藥移除。拉什莫爾山上的雕像從喬治·華盛頓和托馬斯·傑佛遜開始，隨後加入了亞伯拉罕·林肯和西奧多·羅斯福的雕像。
在雕刻初期，雕塑家約翰·謝裡爾·豪瑟擔任助理，並與博格勒姆共事七年；當豪瑟離職後，博格勒姆的兒子林肯·博格勒姆接手了助理雕刻師的職位。博格勒姆在拉什莫爾山現場的監督工作相當疲憊，期間他也不斷前往世界各地籌款，並雕刻托马斯·潘恩紀念像（位於巴黎）和伍德羅·威爾遜紀念像（位於波蘭波茲南）。
在他不在現場時，拉什莫爾山的雕刻工作由比爾·塔爾曼和他的兒子林肯·博格勒姆監督。
在博格勒姆逝世之後，他的兒子完成了拉什莫爾山最後一個雕刻進度，但並未繼續完成更多雕刻，紀念碑自此也保持著博格勒姆去世時的完成狀態。

### 其他作品
1908年，博格勒姆在內華達大學雷諾分校創作了約翰·威廉·麥凱的雕像，此外在弗吉尼亞大學雕刻了一尊名為《飛行員》的紀念碑，用以紀念第一次世界大戰中為拉法耶特中隊作戰的詹姆斯·羅傑斯·麥康奈爾。1922年，他為威斯康辛大學麥迪遜分校製作了威廉·登普斯特·霍爾德雕像。1933年，他完成了哈維·W·斯科特的雕像，最初位於俄勒岡州波特蘭的塔博爾山頂，直到2020年被抗議者推倒。
博格勒姆的其他作品還包括：
- 《拉博尼（英语：Rabboni_(sculpture)）》（1909年、現存華盛頓特區的羅克溪公墓（英语：Rock_Creek_Cemetery）[35]）
- 《坐著的林肯（英语：Seated_Lincoln_(Borglum)）》（1911年，現存紐澤西州紐華克[36]）
- 納撒尼爾·惠勒紀念噴泉（英语：Nathaniel Wheeler Memorial Fountain）（1912年，現存康涅狄格州布里奇波特）
- 羅伯特·路易斯·史蒂文森雕像（1915年，現存紐約薩拉納克湖貝克小屋）
- 《印第安人與清教徒（英语：Indian and the Puritan）》（1916年，現存紐華克市[36]）
- 《紐華克創始人首批登陸隊的浮雕（英语：First Landing Party of the Founders of Newark）》（1916年，現存紐華克市[36]）
- 丹尼爾·巴特菲爾德（英语：Daniel_Butterfield）雕像（1918年，現存曼哈頓櫻花公園（英语：Sakura_Park）[37]）
- 《飛行員（英语：The_Aviator_(Charlottesville,_Virginia)）》（1919年，紀念在第一次世界大戰拉法葉中隊中隊詹姆斯·羅傑斯·麥康奈爾（英语：James_Rogers_McConnell）所設計，現存維吉尼亞州夏洛茨維爾維吉尼亞大學校園[38]）
- 威廉·登普斯特·霍爾德雕像（英语：William_Dempster_Hoard_Sculpture）（1922年，現存威斯康星大学麦迪逊分校亨利購物中心歷史區（英语：Henry_Mall_Historic_District）[39]）
- 柯里斯·P·亨廷頓雕像（1924年，現存西維吉尼亞州杭廷頓CSX總部大樓入口處）
- 《美國戰爭（英语：Wars of America）》（1926年，現存紐華克市[36]）
- 薩科和萬澤蒂（英语：Sacco_and_Vanzetti）雕塑（1928年，石膏模藏於波士頓公共圖書館[40][41]）
- 北卡羅來納紀念碑（英语：North_Carolina_State_Monument_(Gettysburg,_Pennsylvania)）（1928年，現存賓夕法尼亞州蓋茨堡戰場神學院）
- 哈維·W·斯科特雕像（英语：Statue_of_Harvey_W._Scott）（1933年，現存波特蘭塔博爾山，該雕像後來於2020年因示威活動被推倒[42]）
- 《美國西進紀念碑（英语：Start_Westward_Memorial）》（1938年，現存俄亥俄州瑪麗埃塔馬斯金根公園，此作品於同年被印在一枚3美分的美國郵票上。）[43]

博格勒姆在波蘭波茲南所創作的伍德羅·威爾遜雕像，後於1939年德国入侵波兰時被毀。

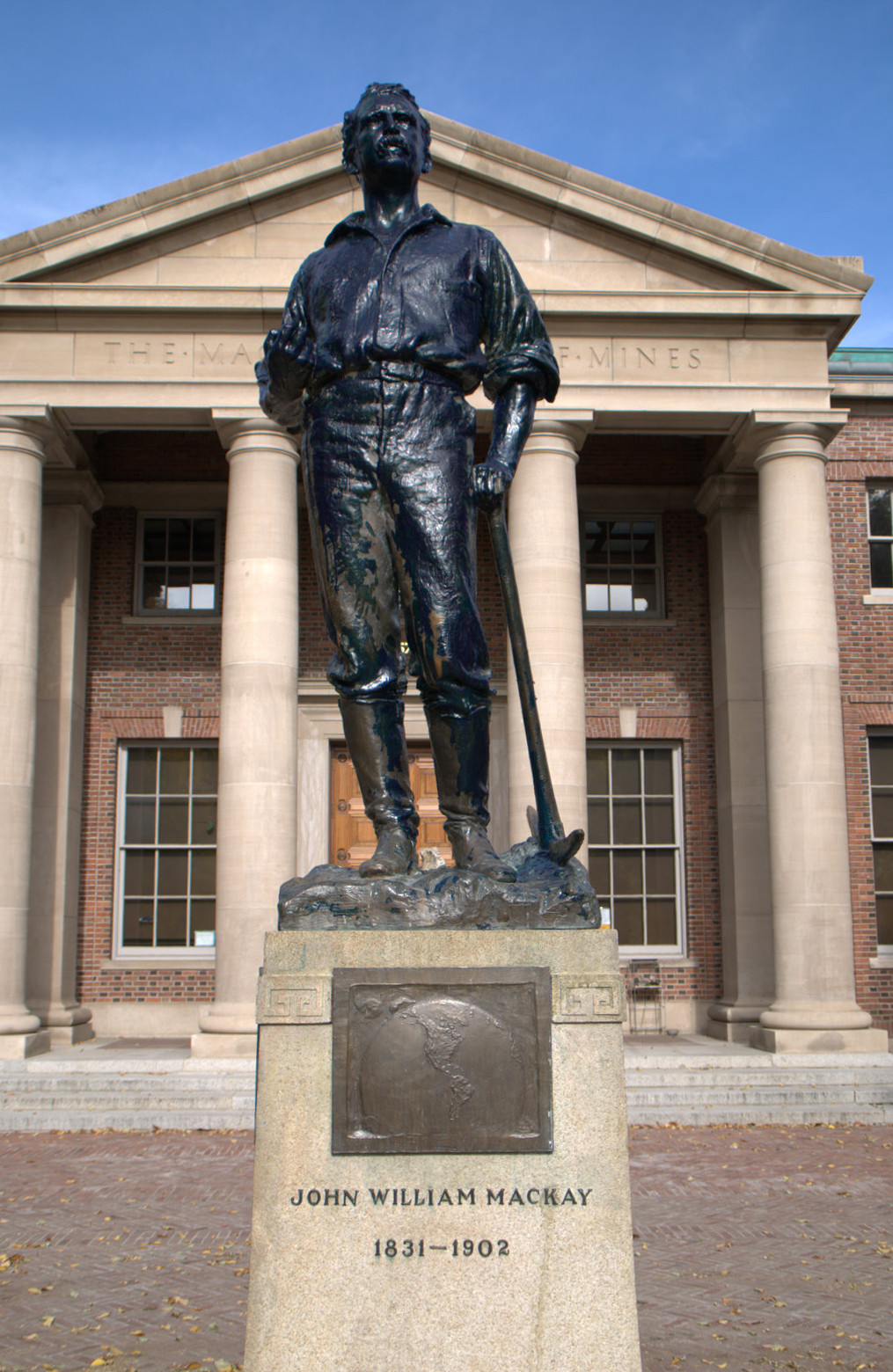
約翰·威廉·麥凱（英语：John_William_Mackay）雕像（1908年，現存內華達大學麥凱地球科學與工程學院（英语：Mackay_School_of_Earth_Sciences_and_Engineering））
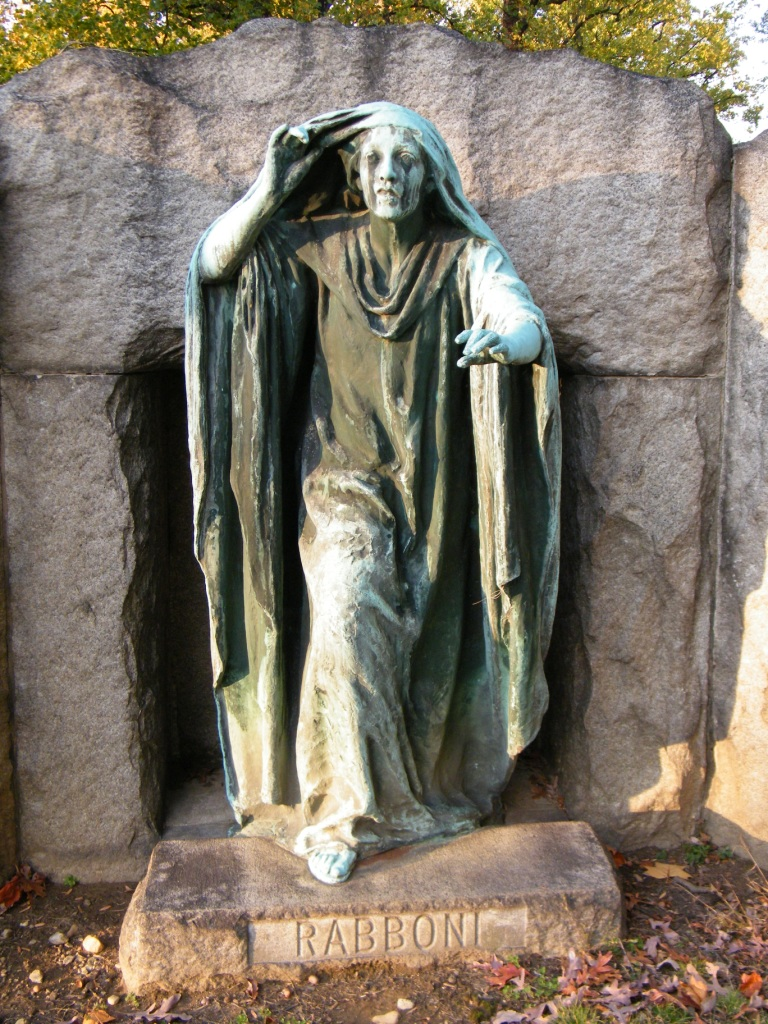
《拉博尼（英语：Rabboni_(sculpture)）》（1909年）
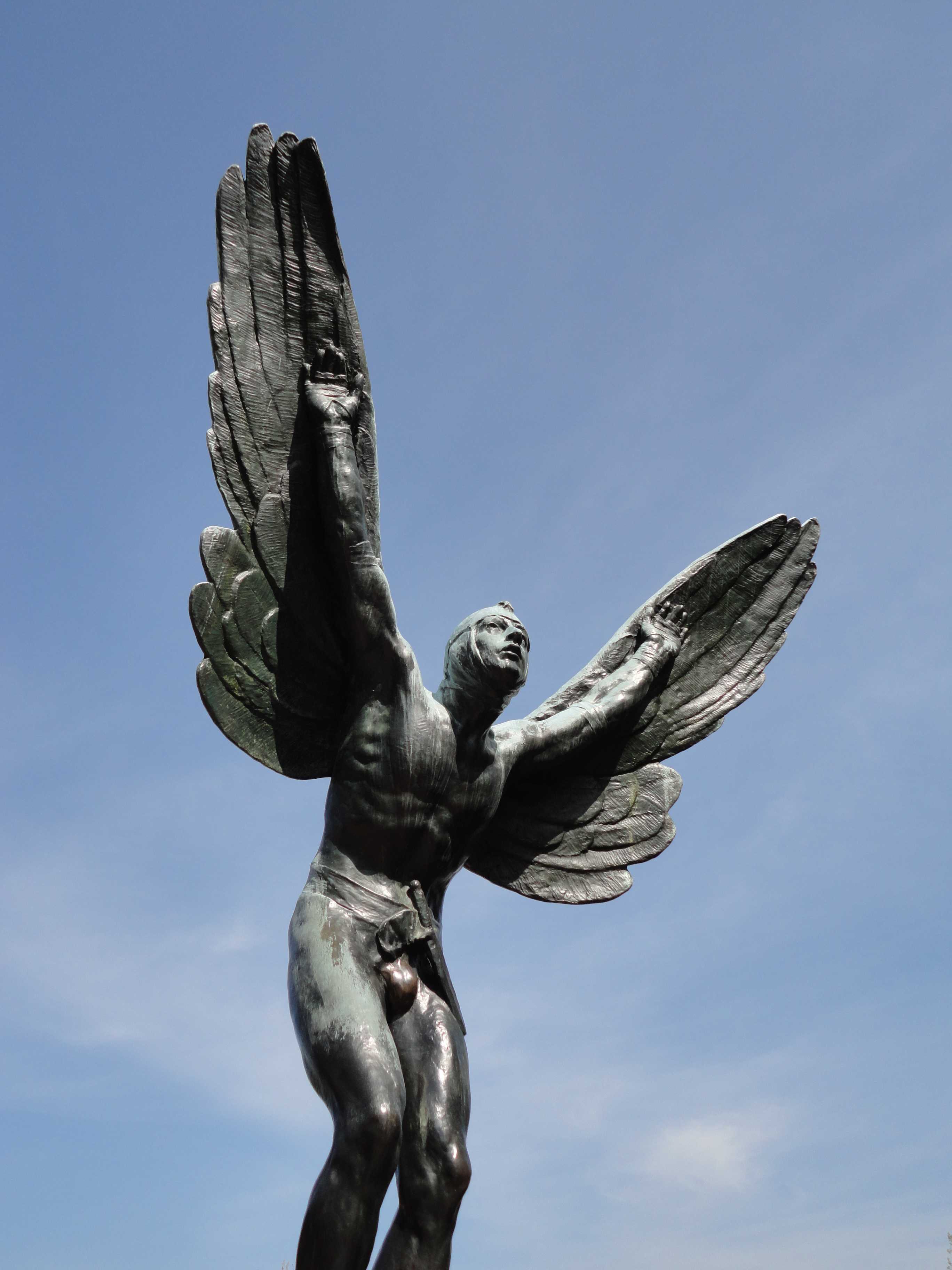
《飛行員（英语：The_Aviator_(Charlottesville,_Virginia)）》（1919年）
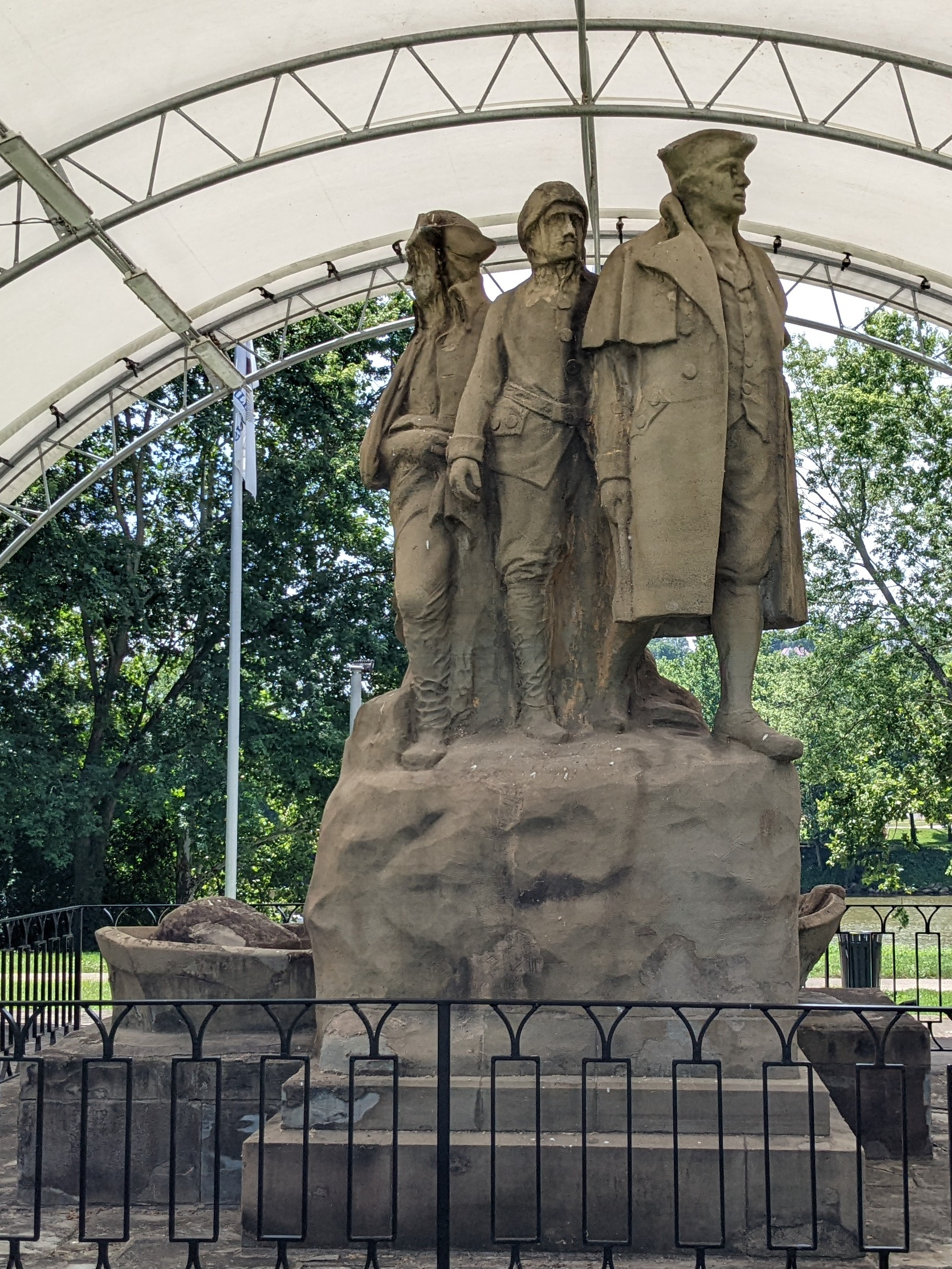
《美國西進紀念碑（英语：Start_Westward_Memorial）》（1938年）
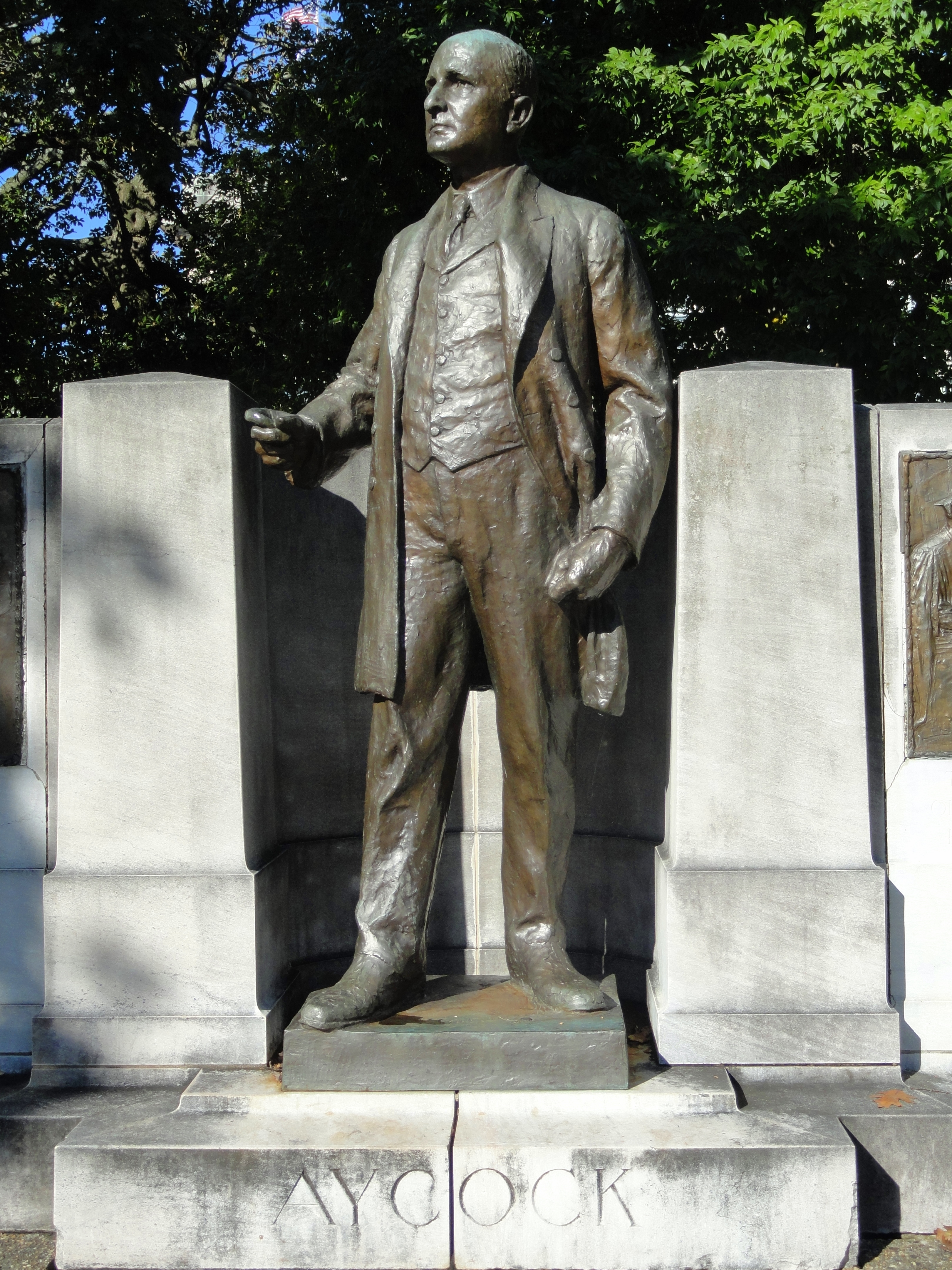
查爾斯·布蘭特利·艾科克雕像 (1941年)

## 個人生活
1889年，博格勒姆與年長自己18歲的繪畫老師伊麗莎白·杰恩斯·普特南（Elizabeth Jaynes Putnam）結婚。之後兩人離婚，1909年5月20日，博格勒姆迎娶了瑪麗·蒙哥馬利·威廉斯（Mary Montgomery Williams），兩人育有三個孩子，包括兒子林肯·博格勒姆和女兒瑪麗·埃利斯（Mel）·博格勒姆·維希。

## 外部連結
- Borglum biography 的存檔，存档日期May 28, 2013，. 美國經驗（英语：American Experience）
- "Stone Mountain" Sketch
- Out of Rushmore's Shadow: The Artistic Development of Gutzon Borglum （页面存档备份，存于）, Stamford, Connecticut Museum, 1999/2000
- Mount Rushmore/Gutzon Borglum Museum in Keystone, SD （页面存档备份，存于）
- John William Mackay statue,  Reno, NV
- A Sculptor Left His Mark on Newark （页面存档备份，存于）
- John Taliaferro on Great White Fathers: The Story of the Obsessive Quest to Create Mt. Rushmore, December 15, 2002. （页面存档备份，存于） Booknotes（英语：Booknotes） interview
- Mountain Sculpture by Gutzon Borglum, Dupont Magazine, Summer 1932 的存檔，存档日期August 15, 2020，.
- Gutzon Borglum House (1924–1925) （页面存档备份，存于）, 阿文代爾莊園 (喬治亞州) (historical marker)